# Esercito Arabo di Liberazione
L'Esercito Arabo di Liberazione (in arabo ﺟﻴﺶ الإنقاذ العربي‎?, Jaysh al-Inqādh al-ʿArabī) o Esercito Arabo di Salvezza, ma anche chiamato Esercito Popolare Arabo, è stato una formazione militare di volontari dei Paesi arabi, comandata da Fawzi al-Qawuqji ma, formalmente, dal generale iracheno Isma'il Safwat.

Emblema dell'Esercito Arabo di Liberazione

Questo esercito, creato dalla Lega Araba, ha partecipato alle due fasi della guerra arabo-israeliana del 1948.
L'esercito doveva essere composto da 10.000 soldati ma, nel marzo 1948, il numero di volontari che aveva raggiunto la formazione militare, aveva raggiunto la cifra di 5.000-6.000 unità al massimo e non aumentò neppure successivamente.
L'esercito si costituì in Siria ed era composto da siriani, libanesi, iracheni, giordani, arabi palestinesi e da militanti dei Fratelli Musulmani egiziani. Vi erano anche alcuni jugoslavi, tedeschi, turchi e disertori britannici.